# Góra Kalwaria Wąskotorowa
Góra Kalwaria Wąskotorowa – zlikwidowana wąskotorowa stacja kolejowa w Górze Kalwarii, w województwie mazowieckim, w Polsce.